# Imbabane-spruit
L'Imbabane-spruit és un rierol que flueix a l'extrem nord-oest de KwaZulu-Natal (Sud-àfrica). El rierol desemboca en direcció sud cap al riu Buffalo, que després s'uneix al riu Tugela.